# NA-4457
La  NA-4457  es una carretera local perteneciente a la Red de Carreteras de Navarra que se inicia en PK 55,59 de N-121-B y termina en Azpilkueta. Tiene una longitud de 2,54 kilómetros.